# Gaultheria dumicola
Gaultheria dumicola är en ljungväxtart som beskrevs av William Wright Smith. Gaultheria dumicola ingår i släktet Gaultheria och familjen ljungväxter.

## Underarter
Arten delas in i följande underarter:
- G. d. aspera
- G. d. hirticaulis
- G. d. petanoneuron
- G. d. pubipes